# 부다페스트 대관람차

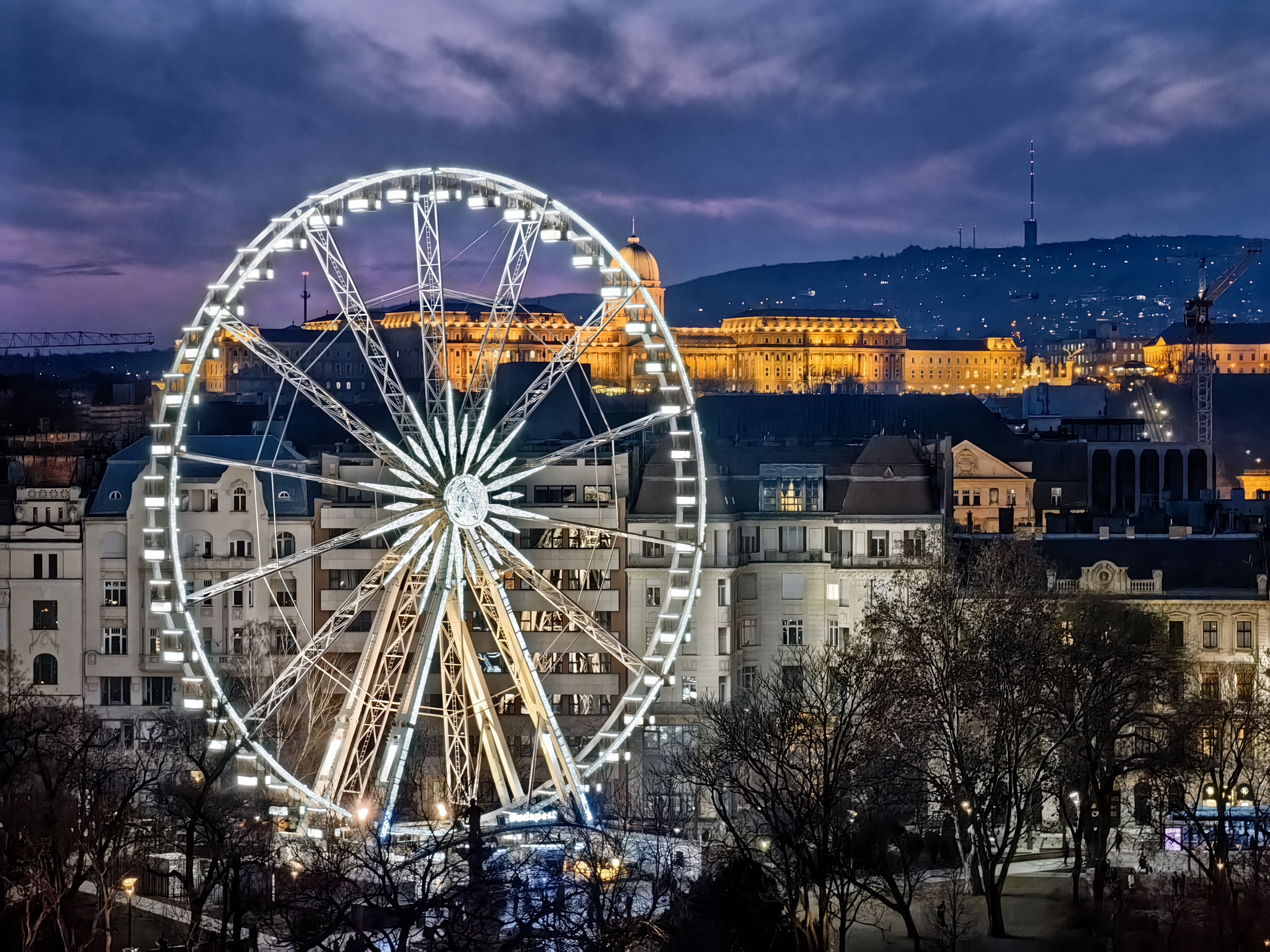
부다페스트 관람차

부다페스트 관람차(헝가리어: Budapest Óriáskereke)는 헝가리 부다페스트 에르제베트 광장에 있는 대관람차다. 높이는 65m다. 총 168명을 수용할 수 있으며, 42인용 폐쇄형 차량이 42개 있다.